# Abelona carrikeri
Abelona carrikeri är en insektsart som först beskrevs av Morgan Hebard 1927.  Abelona carrikeri ingår i släktet Abelona och familjen Gryllacrididae. Inga underarter finns listade i Catalogue of Life.